# Neurologische Effekte von Kindesmissbrauch
Neurologische Effekte von Kindesmissbrauch sind Folgen von körperlichem, emotionalem und sexuellem Missbrauch. Sie haben nachgewiesenermaßen negative Auswirkungen auf die neurologische Entwicklung von Kindern. Sie können als Stressoren die Entwicklung des Gehirns beeinflussen.
Abnormale Wachstums- und Entwicklungsmuster im Gehirn, die durch Kindesmisshandlung hervorgerufen werden, können zu lebenslangen Problemen führen. So können Selbstkontrolle, Emotionsregulation, Gedächtnis, Urteilsvermögen, logisches und moralisches Denken beeinträchtigt werden.

## Betroffene Hirnstrukturen
Neuroanalytische Methoden unterstützen Befunde, dass Unterschiede in Hirnstruktur und Hirnplastizität signifikant mit der Erfahrung von Missbrauch bei Opfern zusammenhängen.
Das Corpus callosum ist zuständig für die Kommunikation zwischen den Hirnhemisphären und ist bei vernachlässigten und misshandelten Kindern signifikant kleiner, was zu unpassenden Reaktionen auf Alltagssituationen führen kann.
Die Beeinträchtigung der Entwicklung des Präfrontalen Cortex, dieses internalen Bearbeitungssystems von emotionalen Zuständen, logischem und moralischem Denken, ist mit einer erhöhten Prädisposition für Depressionen und kriminelles Verhalten in Verbindung gebracht worden.
Die Amygdala ist zuständig für die Emotionsregulation und Entstehung von Angst. Sie ist bei Opfern von Kindesmisshandlung signifikant kleiner, was ein erhöhtes Risiko für Depressionen, Reizbarkeit und Aggressionen hervorruft. Des Weiteren kann es zu inkorrekten emotionalen Erinnerungen kommen, einer Absenz von Angstkonditionierung und einer erhöhten Tendenz psychopathischer Tendenzen. Zudem können Beeinträchtigungen der Amygdala zu einer Überempfindlichkeit gegenüber emotional negativen Stimuli führen.
Der Hippocampus ist eine maßgebliche Hirnstruktur in der Bildung, Speicherung und dem Abruf von Erinnerungen, die durch Misshandlung so beeinträchtigt ist, dass bei Opfern schlechtere Leistungen in verbalen Gedächtnistests erbracht werden und mögliche fortwährende mentale Probleme im Erwachsenenalter entstehen. Außerdem deuten Befunde auf einen Zusammenhang zwischen einem reduzierten Volumen des linken Hippocampus und Kindesmissbrauch hin.
Die linke Hirnhemisphäre ist zuständig für die Regulierung und Übersicht der logischen Reaktionen auf eine Situation, sowie der Kontrolle und Mediation der emotionalen Reaktionen, die von der rechten Hirnhemisphäre generiert werden. Opfer von Misshandlung können durch abnormale Entwicklungen eine eingeschränkte Kontrolle der emotionalen Reaktionen erleben, die zu schlechten oder unangebrachten Reaktionen in emotionalen Situationen führen kann (z. B. in Form von Wutausbrüchen, selbstzerstörendem Verhalten, Paranoia oder Psychosen).
Bei abnormalen Entwicklungen des Temporallappen, kann es zu schlechter Emotionsanpassung und einem erhöhten Risiko für eine Temporallappenepilepsie kommen, da die im Temporallappen stattfindende Emotionsregulation und das verbale Gedächtnis beeinträchtigt sein können.
Das Kleinhirn (Cerebellum) ist bei der Koordination und Kontrolle von Bewegungen und motorischen Komponenten, die mit dem Denken, Lernen und Erinnern zusammenhängen involviert. Bei Opfern von Missbrauch wurde erhöhte neuronale Aktivität im Cerebellum gefunden, wenn sie Erzählungen von Missbrauch hörten.
Bei der Störung oder Beeinträchtigung der Produktion und Freigabe von Neurotransmittern im cerebarallen Vermis (Kleinhirnwurm), welches auch eine hohe Anzahl Rezeptoren für stress-bezogene Hormone hat, erhöht sich das Risiko für psychiatrische Symptome wie Depressionen, Psychose, Hyperaktivität und Aufmerksamkeitsdefizite. Weitere Befunde zeigen niedrigeren Blutfluss im cerebarallen Vermis bei Opfern von Missbrauch. Defizite in dieser Region können auch zu affektiven und motorischen Störungen führen.
Die Beeinträchtigung der sogenannten Hypothalamus-Hypophysen-Nebennieren-Achse, die eine Veränderung der Dynamiken darstellt erhöht das Risiko für Depressionen und Veränderungen der Stressreaktionen.

## Problem des Zusammenhangs mit affektiven Störungen
Ein großes Problem der Forschung zu neurologischen Folgen von Kindesmissbrauch ist, dass oftmals die funktionalen und strukturellen Veränderungen durch Depressionen und Posttraumatische Belastungsstörungen schon aufgetreten sind, wenn sie untersucht werden. Das Problem ist also, zu erschließen, ob limbische Beeinträchtigungen auf Missbrauch im Kindesalter zurückzuführen sind, wenn diese nur in Opfern auftreten, die im Laufe ihres Lebens eine affektive Störung entwickeln oder ob diese Veränderungen messbare und daher vielversprechende Vulnerabilitätsmarker darstellen.